# Norway Place
Norway Place (tidigare Norbatt plass) är ett torg i den libanesiska småstaden Ebel es-Saqi som upprättades av de lokala myndigheterna till ära för Norge och den norska FN-bataljonen som garanterade fred och stabilitet i det krigshärjade området. Mitt på torget finns det mellan två valv en liten park med en fontän.